# Fëdor Michajlovič Rešetnikov
Fëdor Michajlovič Rešetnikov (in russo Фёдор Михайлович Решетников?; Ekaterinburg, 5 settembre 1841 – San Pietroburgo, 9 marzo 1871) è stato uno scrittore russo.
Figlio di un sacrestano, studiò a Perm' e fu impiegato statale finché, nel 1863, si trasferì a San Pietroburgo e l'anno successivo vi pubblicò il romanzo Quelli di Podlipnoe, cui soprattutto è legata la sua fama.
Rešetnikov è uno dei rappresentanti più tipici del populismo russo: nei suoi romanzi (Manovalanza, del 1866 - I Glumov, del 1867, ecc.) per la prima volta appare rappresentata, in una cupa visione di crudo realismo, accanto al mondo miserabile dei contadini, anche la vita dei bassifondi operai.
Tra le sue opere artisticamente più compiute ricordiamo Dove si sta meglio?, del 1868, sui problemi dell'emancipazione femminile e Il proprio pane, del 1870.